# Пьетро да Римини

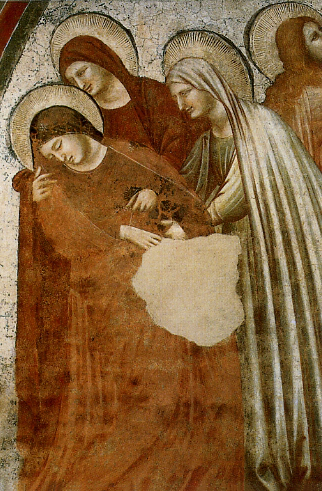
Пьетро да Римини. Распятие (фрагмент; ок. 1320). Национальный музей Равенны

Пье́тро да Ри́мини, Пьетро из Римини (итал. Pietro da Rimini) (род. в Римини — умер около 1345) — итальянский художник школы Джотто (относится к так называемой «риминийской школе»). Работал главным образом в Романье и Марке.
Пьетро да Римини, возможно, был одним из первых учеников Джотто в Римини около 1310. Почти наверняка контактировал с художниками, расписывавшими базилику святого Франциска в Ассизи (хотя и не принимал непосредственного участия в её росписи). Во всяком случае, фрески Пьетро обнаруживают большое стилистическое сходство с росписями Джотто и его учеников, в особенности представителя сиенской школы живописи Пьетро Лоренцетти.
Пьетро писал почти исключительно на традиционные евангельские сюжеты — Крещение, Благовещение, Тайная вечеря, Распятие, Воскресение, Поклонение волхвов и т. п. Несколько фресок (написанных, очевидно, по местным заказам) изображают (позднейших католических) святых, среди которых Гвидо Помпозский (патрон знаменитого музыканта Гвидо Аретинского) и Николай Толентинский.
Фресками Пьетро богато украшена монастырская трапезная Помпозского аббатства (ранее их автором считался анонимный Толентинский мастер), капелла в Церкви св. Николая в Толентино. Фреска с изображением Франциска Ассизского находится в одноимённой церкви итальянского городка Монтоттоне. Отдельные полотна Пьетро да Римини выставлены в музеях западной Европы — в Лувре (Снятие с Креста, одна из наиболее известных работ Пьетро), в гамбургском Kunsthalle, в Национальной галерее Марке, в Падуанском городском музее и др.
Наибольшее количество (8) фресок Пьетро, украшавших церковь св. Клары Ассизской в Равенне, находится в Национальном музее этого города: Благовещение, Рождество, Поклонение волхвов, Крещение Христа, Христос в Гефсиманском саду, Распятие, Святые, Побивание камнями св. Стефана.